# 馮世寬
馮世寬（1945年11月25日—），自號大鵬，中華民國空軍二級上將（退役），生於江蘇淮陰。畢業於空軍軍官學校56年班、美国南加州大学飛安班，曾擔任駐外武官、空軍作戰司令部司令、副參謀總長，自退伍後擔任漢翔航空工業董事長。
2016年5月20日就任國防部部長，是蔡英文政府的首位國防部長，也是繼唐飛、李天羽、陳肇敏、嚴明後第五位空軍出身的國防部長，並兼任總統府國家年金改革委員會委員。2018年2月，馮世寬卸任國防部部長；後轉任首任國防安全研究院董事長。4月，總統蔡英文頒授馮世寬一等景星勳章。2019年8月5日，行政院宣布馮世寬接任國軍退除役官兵輔導委員會主任委員；2024年5月20日卸任。

## 生平

### 早年
馮世寬出生於中國江蘇省，正逢第二次國共內戰，馮全家隨政府遷台。小時家境清苦，居住於台北萬華南機場空軍眷村，在街頭販賣豆腐。畢業於空軍幼年學校9期、空軍官校48期、美國南加州大學飛安班、三軍大學空軍學院1981年班、戰爭學院1987年班。
曾任國防部參謀本部副參謀總長、空軍總司令部副總司令、空軍作戰司令部司令、國防部參謀本部情報參謀次長、空軍總司令部情報署長、空軍第443戰術戰鬥機聯隊聯隊長、駐美國武官、空軍第401戰術戰鬥機聯隊政戰主任、駐沙烏地阿拉伯王國武官、新北市淡水區行天武聖宮主任委員、漢翔航空工業股份有限公司董事長。馮世寬被視為同為空軍出身的前部長李天羽栽培的人馬。

## 獲獎與榮譽

### 中華民國勛章獎章
- 一等景星勳章（2018年4月10日於台北總統府頒授[20]）

## 外部連結
| 中華民國政府職務                   | 中華民國政府職務                                                    | 中華民國政府職務 |
| ---------------------------------- | ------------------------------------------------------------------- | ---------------- |
| 行政院                             |                                                                     |                  |
| 前任： 高廣圻                      | 國防部部長 第三十二任 2016年5月20日－2018年2月25日                  | 繼任： 嚴德發    |
| 前任： 李文忠（代理） 正任：邱國正 | 國軍退除役官兵輔導委員會主任委員 第四任 2019年8月5日－2024年5月20日 | 繼任： 嚴德發    |